# Jamshid Sharmahd
Jamshid Sharmahd, česky Džamšíd Šarmahd (23. března 1955 Teherán, Íránské císařství – 28. října 2024 Teherán, Írán) byl íránsko-německý novinář a softwarový inženýr. Od roku 1995 měl kromě íránského také německé občanství. V roce 2000 založil vlastní softwarovou společnost a v roce 2003 se přestěhoval do Spojených států. Koncem července 2020 jej rozvědka islámského režimu v Dubaji zatkla a přivezla do Íránu. Íránská vláda tvrdí, že je zodpovědný za útok na mešitu v Šírázu v roce 2008, při kterém zahynulo 14 lidí a 200 bylo zraněno. Podle íránských úřadů měl vést Tondar (persky Hrom, málo známou skupinu se sídlem v USA usilující o obnovení monarchie svržené islámskou revolucí v roce 1979) a „naplánoval 23 teroristických útoků“, z nichž „pět bylo úspěšných“. Byl také obviněn, že je špionem západních zpravodajských služeb, což je běžné obvinění kritiků režimu. Jeho rodina všechna obvinění odmítla. Jeho únos je jedním ze série únosů, provedených íránskou vládou. V únoru 2023 byl íránským soudem odsouzen k trestu smrti za „korupci na zemi“. Trest byl vykonán popravou ráno 28. října 2024.

## Životopis
Narodil se v Teheránu v Íránském císařství a se svým otcem se přestěhoval do Hannoveru v Německu. Vyučil se elektrikářem a v roce 1980 se nakrátko vrátil do Íránu, kde se oženil. V roce 1982 se vrátil do Německa se svou ženou a dcerou Gazelle Šarmahdovou. Než si v roce 2000 založil vlastní technologickou firmu, pracoval jako inženýr pro společnost Siemens. Měl dvojí občanství.
V roce 2007 technická závada veřejně odhalila jeho příspěvky na stránkách disidentské skupiny Tondar usilující o obnovení monarchie v Íránu. To vedlo k obtěžování a pokusům o atentát proti němu ze strany íránské vlády.
V červenci 2020 ho íránský režim unesl během mezipřistání v Dubaji a odvezl do Íránu, kde byl od té doby držen. Jeho rodina si byla jista, že ho čeká poprava.
Podle jeho dcery Gazelle Šarmahdové, která vyrostla v Německu a pracuje jako zdravotní sestra na jednotce intenzivní péče v USA, za dva roky věznění zhubl o 20 kilogramů a přišel o téměř všechny zuby. „Nevíme jak, jestli ho mučili, nebo mu vypadaly prostě kvůli podvýživě,“ uvedla v říjnu 2022 s tím, že rodina o něm nemá téměř žádné informace a ani neví, zda je ještě naživu.
Dne 21. února 2023 íránská agentura Mizan informovala, že byl soudem v Íránu odsouzen k trestu smrti za „korupci na zemi“. Amnesty International jeho proces odsoudila jako podvodný. V reakci byli z Německa vyhoštěni dva zaměstnanci íránského velvyslanectví. Rozsudek ostře kritizoval i německý kancléř Olaf Scholz. Dne 26. dubna 2023 agentura Mizan na tiskové konferenci v Teheránu informovala, že íránský Nejvyšší soud rozsudek trestu smrti potvrdil. „Rozsudek potvrdil Nejvyšší soud. Po oznámení soudu nižší instance budou následně přijata opatření k provedení rozhodnutí Nejvyššího soudu,“ uvedl mluvčí íránské justice Masúd Setaješí. Nikdy neměl „alespoň zdání spravedlivého procesu,“ uvedla německá ministryně zahraničních věcí Annalena Baerbocková. U úřadů v Teheránu plánoval intervenovat také německý velvyslanec v Íránu. Dcera Gazelle Šarmahdová poskytla rozhovory stanicím Hlas Ameriky i německé DW a uvedla, že je důležité, že její otec nebyl odsouzen za terorismus, ale za „korupci na zemi“, což je fráze z Koránu, kterou Islámská republika někdy používá jako souhrnný termín pro protivládní chování protestujících a disidentů. Rozhodnutí íránského Nejvyššího soudu odsoudila také Evropská unie (EU) a Írán vyzvala, aby se jakýchkoli poprav zdržel a plnil své mezinárodní závazky, zejména podle Vídeňské úmluvy o konzulárních stycích. Jeho dcera Gazelle Šarmahdová podala trestní oznámení, využila zásady univerzální jurisdikce (umožňující stíhat zločiny proti lidskosti nebo válečné zločiny kdekoli na světě bez ohledu na to, kde byly spáchány) a zaměřila se na vysoké představitele íránského soudnictví a zpravodajských služeb. Patrick Kroker z Evropského centra pro ústavní a lidská práva (anglicky European Center for Constitutional and Human Rights; ECCHR), německý právník Gazelle Šarmahdové, použil zásadu univerzální jurisdikce v roce 2022 při stíhání bývalého úředníka syrského prezidenta Bašára Asada za mučení a vraždu spáchané v Sýrii, který byl v Německu odsouzen k doživotnímu trestu odnětí svobody.
Německo má největší íránskou diasporu v Evropě a íránští Němci se cítí frustrování, že je Německo nutně nemusí chránit a mohou být Íránem ohroženi a pronásledování. Mají také podezření na rasismus. Na protestu u Braniborské brány v Berlíně z úst jedné z účastnic zaznělo: „Vím, že mi moje země nekryje záda. Jsem sama,“ přes německé občanství. Německé ministerstvo zahraničí se odvolalo na opakovaná prohlášení ministryně zahraničí Annaleny Baerbockové, že je rozsudek smrti „naprosto nepřijatelný“ a „německá vláda považuje rozsudek smrti za rozsáhlé porušení práv německého občana“. Poukázalo také na postoj Íránu, že Džamšída Šarmahda považuje výhradně za íránského občana a diplomatický přístup Německu odmítá. Německé ministerstvo zahraničí uvedlo: „pana Šarmahda budeme i nadále obhajovat s maximálním úsilím – na vysoké úrovni, všemi dostupnými kanály a při každé příležitosti. Vykonání trestu smrti by mělo vážné následky.“
Případ byl „nejvyšší prioritou“ německého ministerstva zahraničí: „Zabránit výkonu rozhodnutí je pro nás nanejvýš důležité.“ Za „odsouzeníhodné“ označilo zacházení íránského režimu s Džamšídem Šarmahdem začátkem srpna 2023 americké ministerstvo zahraničí: "Byl odsouzen k trestu smrti po soudním řízení, které bylo široce kritizováno jako falešný proces. A my takové zacházení co nejdůrazněji odsuzujeme." V reakci na prohlášení vyzvala dcera Gazelle Šarmahdová americkou vládu, aby jí pomohla osvobodit jejího otce.
Džamšíd Šarmahd byl po schválení Nejvyšším soudem 28. října 2024 popraven. Za „skandál“ popravu označil německý kancléř Olaf Scholz a uvedl, že „Džamšíd Šarmahd nedostal ani možnost bránit se proti obviněním u soudu“. Německý velvyslanec v Teheránu Markus Potzel proti popravě „důrazně protestoval“ při setkání s íránským ministrem zahraničí Abbásem Arakčím 29. října 2024 a následně byl povolán zpět do Berlína „ke konzultacím“. Mahmood Amiry-Moghaddam, ředitel organizace Íránská lidská práva (Iran Human Rights) sídlící v Norsku, uvedl: „Celý proces, včetně jeho zatčení, odsouzení a popravy, představuje závažné porušení mezinárodního práva“. Že zabití způsobilo „vážnou újmu“ vztahům mezi EU a Islámskou republikou uvedl 29. října 2024 šéf zahraniční politiky EU Josep Borrell. Popravou se prohloubila diplomatická roztržka mezi Teheránem a Berlínem a podle pozorovatelů reagoval Berlín nečekaně tvrdě, když v Německu německé úřady v reakci uzavřely íránské konzuláty ve Frankfurtu, Hamburku a Mnichově a Islámské republice zbylo pouze velvyslanectví v Berlíně.
Dne 5. listopadu 2024 mluvčí íránské justice Asghar Džahángír bez bližších údajů uvedl, že „Džamšíd Šarmahd zemřel před vykonáním trestu smrti.“